# کارگاه (لارستان)
کارگاه، روستایی در دهستان صحرای باغ بخش صحرای باغ شهرستان لارستان در استان فارس ایران است.

## جمعیت
بر پایه سرشماری عمومی نفوس و مسکن در سال ۱۳۹۵، جمعیت این روستا برابر با ۸۸۴ نفر (۲۱۵ خانوار) بوده است.